# Балатина (Молдова)
Балатина (рум. Balatina, Болотино) — село в Глодянском районе Молдовы. Является административным центром коммуны Балатина, включающей также сёла Старые Клокочены, Липовец, Новые Томешты и Старые Томешты.

## История
До 9 января 1956 года село являлось административным центром упразднённого Болотинского района.

## География
Село расположено на северо-западе Молдавии, на берегу реки Прут, в 50 км к западу от Бельц на северо-западе Молдавии, на берегу реки Прут, в 50 км к западу от Бельц на высоте 68 метров над уровнем моря.

## Население

### Перепись населения 2004 года
По данным переписи населения 2004 года, в селе Балатина проживали 3938 человек (1914 мужчин, 2024 женщины).
| Национальность | Число жителей | Процентный состав |
| -------------- | ------------- | ----------------- |
| молдаване      | 3800          | 96,5              |
| украинцы       | 62            | 1,57              |
| русские        | 60            | 1,52              |
| румыны         | 10            | 0,25              |
| гагаузы        | 2             | 0,05              |
| болгары        | 1             | 0,03              |
| прочие         | 3             | 0,08              |
| Всего          | 3938          | 100 %             |

### Перепись населения 2014 года
Официальных данных по численности населения села Балатина не опубликовано. По данным переписи населения 2014 года, в коммуне Балатина, включающей также сёла Старые Клокочены, Липовец, Новые Томешты и Старые Томешты проживали 4803 человека (2319 мужчин, 2484 женщины).
| Возрастная группа | Число жителей | Процентный состав |
| ----------------- | ------------- | ----------------- |
| От 0 до 17 лет    | 1058          | 22.03             |
| От 18 до 64 лет   | 3108          | 64.71             |
| 65 лет и старше   | 637           | 13.26             |
| Всего             | 4803          | 100 %             |